# Man of Tai Chi
Man of Tai Chi è un film del 2013 diretto da Keanu Reeves.
Per l'attore Keanu Reeves, che è anche tra i protagonisti, si tratta del debutto come regista.

## Trama
Sun-Jing Shi, ufficiale della HKPD (Dipartimento di Polizia di Hong Kong), è a capo di un'investigazione della SSA (Alleanza del Sistema di Sicurezza), una sicurezza privata capeggiata dal misterioso Donaka Mark, sospetto di aver ospitato varie operazioni illegali di combattimenti. Sun-Jing trasforma uno dei suoi guerrieri in una talpa, ma Donaka lo scopre e lo uccide di persona. Senza più prove, il sovrintendente Wong ordina la chiusura del caso, ma Sun-Jing continua a investigare.
Mentre è alla ricerca di un prossimo combattente, Donaka vede Tiger, l'ultimo erede del Link Kong, un antico ramo dell'arte marziale Tai Chi, alla competizione Wulin, e rimasto intrigato dalla relativa oscurità del suo stile di lotta, oltre che dalla sua immaturità, gli offre un lavoro alla SSA, e Tiger, stanco del suo lavoro di corriere in una ditta di consegne, accetta di proporre il suo curriculum, che si rivela essere una prova di forza per il giovane, sotto forma di lotta. Tiger vince la prova di forza, e Donaka gli offre un lauto stipendio nel caso si unisca al suo circolo di combattimenti clandestini, ma Tiger rifiuta, in quanto il denaro comprometterebbe il suo onore, e se ne va.
Ben presto, il tempio di Tai Chi di Ling Kong viene dichiarato instabile dagli ispettori edili, che annunciano un piano per evacuare gli abitanti, incluso il Maestro Yang, e demolire il tempio per ricostruirlo come residenza. Tiger cerca aiuto da Qing Sha, sua amica paralegale, e col suo aiuto, trova un modo per salvare il tempio attraverso la preservazione storica e la protezione del governo. Tuttavia, date le condizioni decadenti del tempio, è necessario ripararlo entro un mese. Tiger ritorna da Donaka, e cambia idea riguardo alla sua offerta, disperato di ottenere soldi.
Ad ogni battaglia, in forma di combattimento in stile gladiatori assistito dalle ricche élite, Tiger ottiene grandi somme di denaro. Abbandona il suo lavoro da corriere, rende contenti i suoi genitori, e contribuisce alla riparazione del tempio. Le sfide, però, diventano sempre più difficili, e le poste in palio contro di lui sempre più alte, e Tiger è costretto a sviluppare uno stile di lotta più efficiente, ma anche più brutale. Il Maestro Yang si accorge del suo cambiamento e avverte Tiger, ma questi lo ignora, intossicato dal suo nuovo stile di vita.
Nella competizione Wulin, Tiger ferisce ferocemente il suo avversario e viene squalificato. Quando Tiger ritorna ad allenarsi col suo maestro, il solito addestramento diventa una battaglia intensa, dove il Maestro Yang è costretto a usare le sue energie del chi per colpire Tiger, ricordandogli che non ha ancora padroneggiato il Tai Chi. Gli consiglia di tornare sul sentiero della pace, ma questi rifiuta e se ne va, per poi scoprire che le autorità gli hanno rifiutato la sua petizione per ottenere la protezione storica dal tempo. La scelta, stando a Qing-Sha che glielo riferisce di persona, è in parte date le sue azioni alla competizione Wulin, in contrasto con l'onore e la nobiltà che rientrano nella filosofia del tempio.
Ancora arrabbiato, Tiger richiede una lotta, e Donaka gli fa affrontare un mercenario di nome Uri Romanov. Tiger, sempre infuriato, sconfigge Uri senza nessuna difficoltà, ma si rifiuta di ucciderlo, costringendo Donaka a uccidere personalmente il mercenario. Scoperto il proprio cambiamento, Tiger dichiara di non voler più partecipare ai combattimenti clandestini, e decide di raggiungere la polizia, venendo così contattato da Sun-Jin, ignaro però che Donaka l'ha messo costantemente sotto stretta sorveglianza da molto tempo, e conosce ogni sua azione.
Donaka indice così un torneo privato con un singolo combattimento all'ultimo sangue, dove Tiger è invitato. Sun-Jing lo rintraccia, ma ha un incidente e cade da un burrone. Sopravvissuta, Sun-Jing chiama aiuto e scopre che il sovrintendente Wong ha lavorato per Donaka e lo ha aiutato a ostacolare le indagini contro di lui. Al torneo, Donaka mostra un video all'intero pubblico, video composto dai filmati di sorveglianza che rivelano come Tiger sia stato manipolato e "corrotto" da Donaka, e trasformato da innocente praticante di arti marziali a lottatore spietato. Nell'incontro, Tiger rifiuta di affrontare il suo avversario, e sfida invece Donaka. Il duello è interrotto dalla HKPD, che irrompe nel complesso e arresta tutti i partecipanti e il pubblico, tranne Donaka che riesce a fuggire.
Donaka attende Tiger di ritorno al tempio, e i due combattono. Tiger parte in un certo svantaggio, con Donaka che ribalta la maggior parte delle sue mosse, rivelandosi essere anche lui un guerriero formidabile, e lo incita a rivelare la sua "vera natura". Tiger, però, resiste alle sue provocazioni e ai suoi colpi, e anche se Donaka colpisce Tiger con un coltello, questi, nonostante la ferita, padroneggia quello che il maestro gli aveva insegnato e usa il suo Tai Chi per colpire mortalmente Donaka, in un colpo solo. Prima di spirare, Donaka sorride, contento di aver spinto Tiger a diventare un assassino.
Tempo dopo, Tiger e il suo maestro si riconciliano, e Sun-Jing viene promossa a sovrintendente. Tiger ottiene la firma legale di Qing Sha e i soldi per riparare il tempio, e viene raggiunto un compromesso, con il tempio che diverrà parte di un villaggio storico culturale, che oltre ad essere protetto dal governo, potrà anche essere visitato dai turisti che impareranno dai 600 anni di storia del tempio di Link Kong. Lasciatosi finalmente il passato alle spalle, Tiger dice a Qing-Sha che intende tornare in città e aprire la sua scuola di Tai Chi, per continuare l'eredità dello stile Link Kong.

## Produzione

### Budget
Il budget del film si aggira intorno ai 25 milioni di dollari.

### Riprese
Le riprese del film iniziano nel mese di febbraio 2012 e si svolgono in Cina, tra le città di Pechino, Hong Kong e Macao.

### Scene di lotta
Il regista Keanu Reeves dichiara che "nel film saranno presenti diciotto combattimenti, per un totale di 40 minuti di kung fu". Inoltre il coreografo delle scene di combattimento è Yuen Wo Ping, celebre per il lavoro svolto nelle scene di lotta dei film Matrix e La tigre e il dragone.

## Promozione
Il primo trailer del film viene diffuso il 20 aprile 2013.

## Distribuzione
Il film è stato presentato al Festival di Cannes 2013 e al Festival di Beijing. La pellicola è stata distribuita nelle sale cinematografiche cinesi a partire dal 5 luglio 2013 ed in quelle statunitensi il 1º novembre dello stesso anno.

## Accoglienza
Sull'aggregatore Rotten Tomatoes il film ha ricevuto il 71% delle recensioni professionali positive con un voto medio di 6,1 su 10 basato su 65 critiche, mentre su Metacritic ha ottenuto un punteggio di 52 su 100, basato su 22 recensioni.